# Grå toko
Grå toko (latin: Tockus nasutus) er en næsehornsfugl, der lever i Afrika og det sydvestlige Arabiske Halvø.